# Monika Riha
Monika Riha (* 25. August 1956 in Spillern) ist eine österreichische Politikerin (ÖVP). Sie ist seit 2007 Abgeordnete zum Wiener Landtag und Mitglied des Wiener Gemeinderats.

## Ausbildung und Beruf
Monika Riha besuchte zwischen 1962 und 1966 die Volksschule in Stockerau und wechselte danach ans Realgymnasium Stockerau. Ab 1970 besuchte sie die Bildungsanstalt für Kindergarten- und Hortpädagogik in Rudolfsheim-Fünfhaus, die sie 1974 beendete. Von 1974 bis 1981 arbeitete Riha als Hortpädagogin bei der Stadt Wien und war danach von 1981 bis 1992 an diversen deutschsprachigen Bühnen als Schauspielerin tätig. Danach kehrte sie in ihren ursprünglichen Beruf zurück und leitete von 1992 bis 1994 den Betriebskindergarten der Wirtschaftsuniversität Wien. Von 1994 bis 1997 war sie zudem pädagogische Fachberaterin beim Verein Kinder in Wien. Seit 1997 ist sie Geschäftsführerin des Vereins.

## Politik
Monika Riha war zwischen 2000 und 2002 Kammerrätin der Kammer für Arbeiter und Angestellte Wien und zwischen 2005 und 2007 Bezirksrätin in Hietzing. Am 25. Jänner 2007 wechselte sie als Abgeordnete in den Wiener Landtag und Gemeinderat. Sie engagierte sich nach eigenen Angaben politisch vor allem in der außerschulischen Bildung, der Kindergarten- und Hortpädagogik sowie der Vereinbarung von Familie und Beruf. 
Riha ist seit 2003 ÖVP-Parteiobmannstellvertreterin in Hietzing.